# العمريطي
شرف الدين يحيى بن موسى بن رمضان بن عميرة العِمريطي (المتوفى في رجب 1003هـ / 1595م) فقيه شافعيّ، من العلماء، من قرية عمريط بشرقية مصر، اشتهر بمنظوماته المحكمة على بعض المتون العلمية؛ لتسهيل حفظها، مثل نظمه على الآجرومية، ومتن أبي شجاع.

## مؤلفاته
- تسهيل الطرقات في نظم الورقات، في أصول الفقه.
- الدرة البهية نظم الآجرومية.
- التيسير نظم التحرير، في الفقه.
- نهاية التدريب نظم غاية التقريب.[2][3]

## وصلات خارجية
- كتاب مسموع: متن نهاية التدريب في نظم غاية التقريب – من كتب الفقه الشافعي.